# Megasema crassipuncta
Megasema crassipuncta är en fjärilsart som beskrevs av Alfred Ernest Wileman och South 1920. Megasema crassipuncta ingår i släktet Megasema och familjen nattflyn. Inga underarter finns listade i Catalogue of Life.